# Nitrospiraceae

## Класифікація
Родина Nitrospiraceae належить до імперії Бактерії, типу Nitrospirae, класу Nitrospira, ряду Nitrospirales, родини Nitrospiraceae. Поділяється на такі види:
- рід Nitrospira
  - Nitrospira marina
  - Nitrospira moscoviensis
  - Nitrospira sp. (некласифований)
- рід Magnetobacterium
  - Magnetobacterium bavaricum
- рід Leptispirillum 
  - Leptispirillum ferrooxidans

## Значення
Nitrospira — нітрито-окисляючі бактерії, важливі в морських середовищах. У акваріумах, наприклад, якщо амоній-нітрит-нітратний цикл не працює, екосистеми страждають і риби можуть захворіти та вмерти. Тому, нітрито-окисляючі бактерії, також як і деякі інші бактерії в цій системі, важливі для здорових морських екосистем. Крім того, Nitrospira-подібні бактерії — головні окислювачі нітритів в водоочисних спорудах як і в біореакторах лабораторного масштабу (а не Nitrobacter sp., як думали раніше).

## Структура генома
Проекти секвенсування послідовності геному Nitrospira-подібних організмів розпочати у декількох організаціями, наприклад, Центрі Екології Віденськомого Університетур, для того, щоб проаналізувати механізми окислювання нітритів і здатність Nitrospira конкурувати з іншими нітрит-окисляючими бактеріями. Також у проекті секвенсування послідовності геному Nitrospira marina Nb-295 беруть участь Фонд Морської Мікробіологія Гордона і Бетти Мор [Архівовано 9 липня 2006 у Wayback Machine.] і Інститут ім. Дж Вентера [Архівовано 5 вересня 2008 у Wayback Machine.].

## Структура клітини та метаболізм
Nitrospira — хемолітоаутотрофичні нітрит-окисляючі бактерії, яких звичайно знаходять у прісній або морський воді. Nitrospira-подібні бактерії зв'язують неорганічний вуглець (наприклад у формі HCO−
3 і CO2) також як і піруват за аеробними умовами. Проте, вони не можуть використовувати ацетат, бутират, або пропіонат. Час подвоєння Nitrospira становить 12 — 32 години.

## Екологія

Біохімічний азотний цикл

Nitrospira може жити в морських та прісноводних навколишніх середовищах. Бактерії цієї групи були ізольовані з океанської води, прісної, акваріумної води, у річкових та глибінню-морських осадочних порід, ґрунтів та залізних труб тепломереж (Daims et al. 2001). Nitrospira — частина процесу нітрифікації, важливого для біогеохімічному циклі азоту. Нітрифікація — окислення аміаку до нітриту автотропічними бактеріями роду Nitrosomonas і окисленням нітриту до нітрату бактеріями у родів Nitrobacter або Nitrospira. Це важливо в водних навколишніх середовищах, тому що дуже велика концентрація аміаку або нітритів може бути смертельною для риб. Проте, Nitrospira і подібні бактерії — дуже повільно ростучі організми, саме тому недавно складений акваріум без встановленого населення цих бактерій може накопичувати отруйні концентрації аміаку і нітриту. У спробі виправити цю проблему, комерційні компанії випустили до ринку багато спеціальних препаратів бактерій окисляючих аміаку і нітрити (які включали Nitrobacter замість Nitrospira), які могли б встановити здоровий азотний цикл в новому акваріумі.
Проте, згідно з тестами бактерійного вмісту води акваріумів, ці суміші були нез'ясовно неефективними. Тоді як бактерії від роду Nitrobacter є окисляючими нітрити організмами і могли би теоретично заповнити нішу окислювання нітритів, випробування вказали відносно високі числа Nitrospira і повну відсутність Nitrobacter. Тому, Nitrospira зараз розглядається домінуюча нітрит-окисляюча бактерія в акваріумах (також як і в системах очистки води і інших біореакторах, як показано іншими дослідженнями) (Hovanec et al.1998). Проте вода, яка дуже багата аміаком або має дуже низький pH, перешкоджатиме нітрифікаційній діяльності Nitrospira.

## Цікаві факти
Прісноводна бактерія Magnetobacterium bavaricum — незвичайна бактерія, одна з декількох, які можуть відчувати магнітні поля Землі (див. Магнетотактичні бактерії). Для цього її клітини мають до 1000 спеціальних органел, магнетосом, які є єдиними мембранними органелами знайденими у бактерії.